# Focillidia
Focillidia is een geslacht van vlinders van de familie spinneruilen (Erebidae), uit de onderfamilie Catocalinae.

## Soorten
- F. bipunctata Walker, 1865
- F. grenadensis Hampson, 1913
- F. texana Hampson, 1913